# Ahrensburgien
Ahrensburgien je kulturní celek v Německu, jehož název je odvozen od Ahrensburgu. Byl součástí technokomplexu nacházejícím se v severoevropských nížinách v 9.–7. tis. př. n. l.
Nositeli ahrensburgienu byli lovci sobů, kteří žili většinou v stanových příbytcích. Na sídlištích se nacházejí avšak i mírně zahloubené chaty.
Hlavním znakem štípané industrie jsou hroty s řapíkem. Při lovu se nejčastěji používal oštěp a luk.